# Kupiel (obwód rówieński)
Kupiel (ukr. Купель) – wieś na Ukrainie w rejonie rokicieńskim obwodu rówieńskiego.

## Historia
Podczas okupacji hitlerowskiej, w lecie 1941 roku Niemcy utworzyli getto dla żydowskich mieszkańców. Przebywało w nim około 1000 osób. W sierpniu 1942 roku Niemcy zlikwidowali getto, a Żydów wywieziono do getta w Wołoczyskach, a następnie zamordowano. 